# حمود بن راشد الدريبي
حمود بن راشد الدريبي هو الأمير الثاني المعروف لإمارة آل أبو عليان، وفي عهده تحاربت الأمارة مع بلدة الشماسية، ووقع الخلاف بين فرعي أسرة آل أبو عليان الدرابى وآل حسن فقتل الأمير حمود ثمانية من أبناء عمومته آل حسن في جامع بريدة الكبير وذلك في سنة 1153 للهجرة، وفي سنة 1154 للهجرة قُتل الأمير حمود.